# Angerville-la-Campagne
Pour les articles homonymes, voir Angerville et Campagne (homonymie).
Angerville-la-Campagne est une commune française située dans le département de l'Eure, en région Normandie.
Angerville-la-Campagne est composée du bourg et de deux hameaux, Villeneuve et les Fayaux. Les habitants s'appellent les Angervillais et les Angervillaises.

## Géographie

### Localisation
La commune d'Angerville-la-Campagne se situe au sud de la ville d'Évreux, sur la route de Dreux.
| Arnières-sur-Iton     | Évreux                               |               |
| Les Baux-Sainte-Croix | Angerville-la-Campagne               | Guichainville |
|                       | Les Baux-Sainte-Croix, Guichainville |               |

### Hydrographie
La commune est située dans le bassin Seine-Normandie. Elle n'est drainée par aucun cours d'eau.

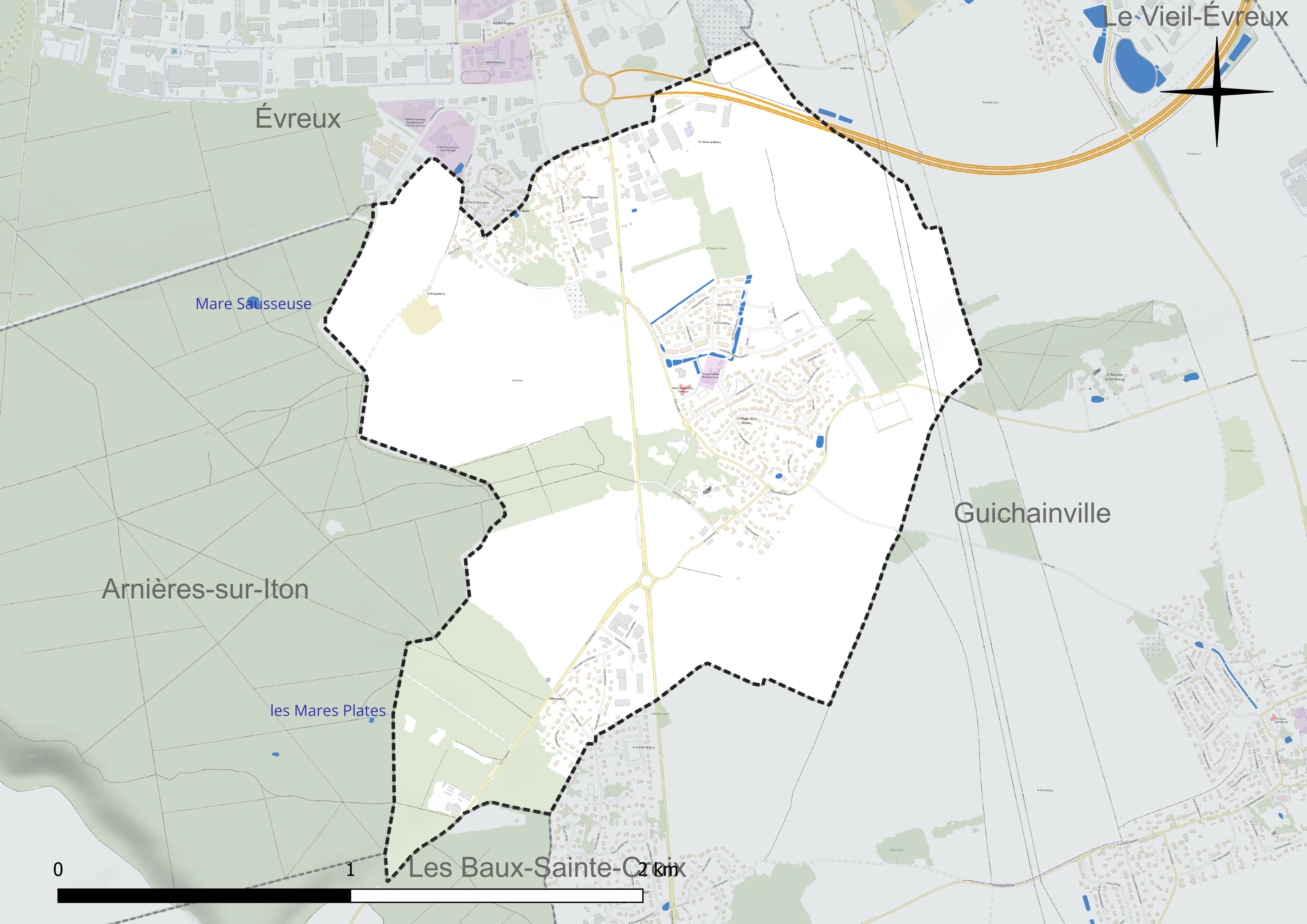
Réseau hydrographique d'Angerville-la-Campagne.

### Climat
Pour des articles plus généraux, voir Climat de la Normandie et Climat de l'Eure.
En 2010, le climat de la commune est de type climat océanique dégradé des plaines du Centre et du Nord, selon une étude du CNRS s'appuyant sur une série de données couvrant la période 1971-2000. En 2020, Météo-France publie une typologie des climats de la France métropolitaine dans laquelle la commune est exposée à un climat océanique et est dans la région climatique Sud-ouest du bassin Parisien, caractérisée par une faible pluviométrie, notamment au printemps (120 à 150 mm) et un hiver froid (3,5 °C). Parallèlement le GIEC normand, un groupe régional d’experts sur le climat, différencie quant à lui, dans une étude de 2020, trois grands types de climats pour la région Normandie, nuancés à une échelle plus fine par les facteurs géographiques locaux. La commune est, selon ce zonage, exposée à un « climat des plateaux abrités », correspondant aux plaines agricoles de l’Eure, avec une pluviométrie beaucoup plus faible que dans la plaine de Caen en raison du double effet d’abri provoqué par les collines du Bocage normand et par celles qui s’étendent sur un axe du Pays d'Auge au Perche.
Pour la période 1971-2000, la température annuelle moyenne est de 10,4 °C, avec  une amplitude thermique annuelle de 14,1 °C. Le cumul annuel moyen de précipitations est de 646 mm, avec 10,6 jours de précipitations en janvier et 8,1 jours en juillet. Pour la période 1991-2020, la température moyenne annuelle observée sur la station météorologique la plus proche, située sur la commune de Guichainville à 2 km à vol d'oiseau, est de 11,1 °C et le cumul annuel moyen de précipitations est de 659,6 mm,. Pour l'avenir, les paramètres climatiques de la commune estimés pour 2050 selon différents scénarios d’émission de gaz à effet de serre sont consultables sur un site dédié publié par Météo-France en novembre 2022.

## Urbanisme

### Typologie
Au 1er janvier 2024, Angerville-la-Campagne est catégorisée ceinture urbaine, selon la nouvelle grille communale de densité à 7 niveaux définie par l'Insee en 2022.
Elle est située hors unité urbaine. Par ailleurs la commune fait partie de l'aire d'attraction d'Évreux, dont elle est une commune de la couronne,. Cette aire, qui regroupe 108 communes, est catégorisée dans les aires de 50 000 à moins de 200 000 habitants,.

### Occupation des sols
L'occupation des sols de la commune, telle qu'elle ressort de la base de données européenne d’occupation biophysique des sols Corine Land Cover (CLC), est marquée par l'importance des territoires agricoles (62,4 % en 2018), en diminution par rapport à 1990 (68,1 %). La répartition détaillée en 2018 est la suivante : 
terres arables (56,1 %), zones urbanisées (15,8 %), forêts (14,3 %), zones industrielles ou commerciales et réseaux de communication (7,5 %), zones agricoles hétérogènes (6,3 %). L'évolution de l’occupation des sols de la commune et de ses infrastructures peut être observée sur les différentes représentations cartographiques du territoire : la carte de Cassini (XVIIIe siècle), la carte d'état-major (1820-1866) et les cartes ou photos aériennes de l'IGN pour la période actuelle (1950 à aujourd'hui).

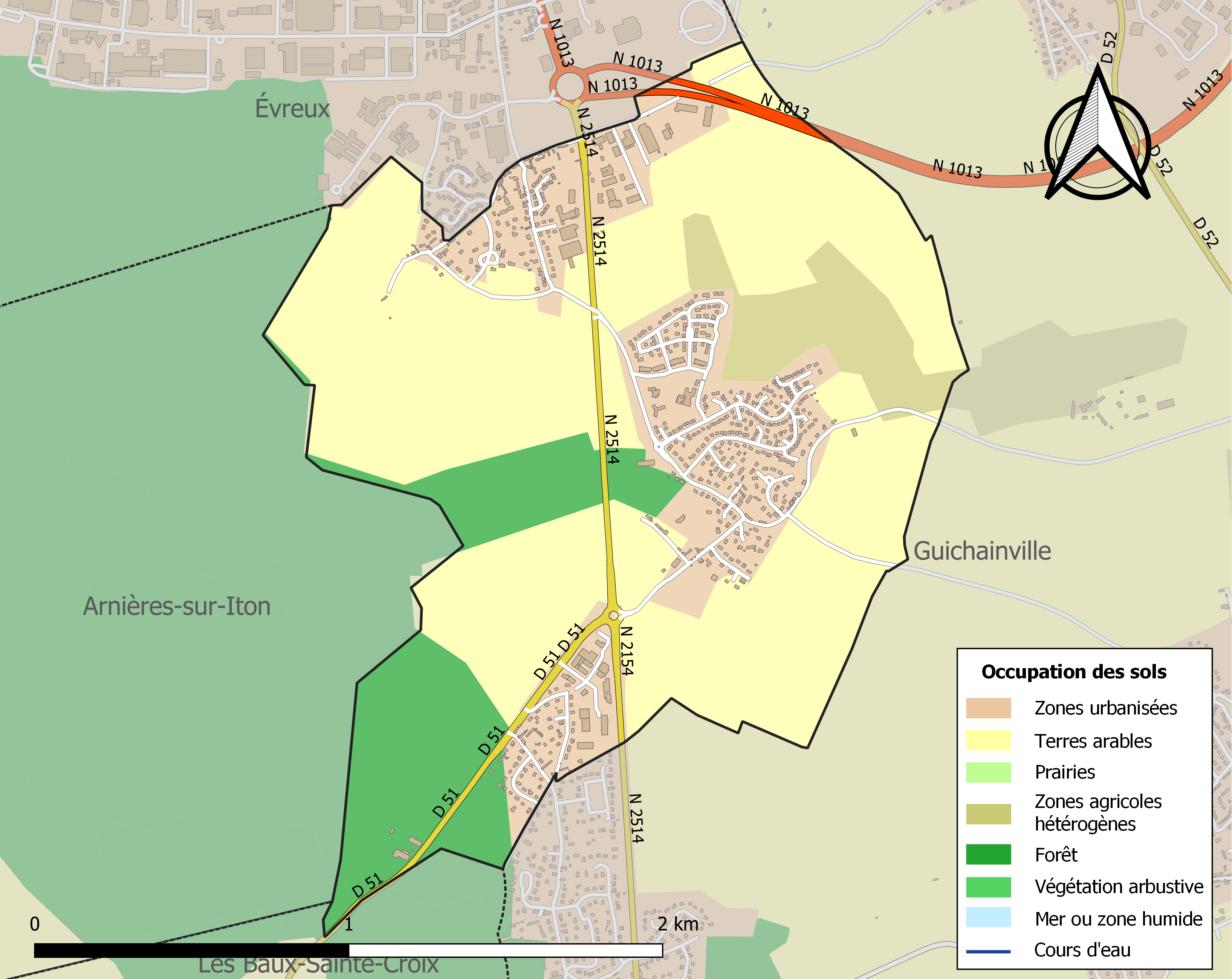
Carte des infrastructures et de l'occupation des sols de la commune en 2018 (CLC).

## Toponymie
Le nom de la localité est attesté sous les formes Ansgervilla en 1208 (Charte de la Noë), Angiervilla en 1233 (Cartulaire de la léproserie d’Évreux), Ansgiervilla en 1142,,  Angervilla vers 1210, Anguerville en 1793, Angerville en 1801.
Il s'agit d'un type toponymique médiéval en -ville, élément représentant l'ancien français vile « domaine rural », puis « village » > ville (-villa est une latinisation médiévale destinée à s'insérer dans des chartes, cartulaires, pouillés rédigés en latin médiéval).
Le premier élément Anger- représente l'anthroponyme scandinave Ásgeirr, influencé phonétiquement par le nom de personne francique Ansgar que l'on trouve dans Angerville (Essonne).
Le déterminant complémentaire Campagne est issu du normano-picard correspondant à l’ancien français champagne, champaigne, « vaste étendue de pays plat ».

## Politique et administration
| Période                                  | Période  | Identité                      | Étiquette | Qualité                     |
| ---------------------------------------- | -------- | ----------------------------- | --------- | --------------------------- |
| Les données manquantes sont à compléter. |          |                               |           |                             |
| ca 1907                                  |          | D. Lelièvre                   |           |                             |
| 1911                                     | 1930     | Pierre Marie Joseph L'Hopital |           | Propriétaire                |
| Les données manquantes sont à compléter. |          |                               |           |                             |
| 2001                                     | 2007     | Jacques Olivier               | SE        | démissionnaire en mars 2007 |
| 2007                                     | En cours | Guy Dossang                   | LR        | retraité                    |

## Population et société

### Démographie
L'évolution du nombre d'habitants est connue à travers les recensements de la population effectués dans la commune depuis 1793. Pour les communes de moins de 10 000 habitants, une enquête de recensement portant sur toute la population est réalisée tous les cinq ans, les populations de référence des années intermédiaires étant quant à elles estimées par interpolation ou extrapolation. Pour la commune, le premier recensement exhaustif entrant dans le cadre du nouveau dispositif a été réalisé en 2007.

En 2022, la commune comptait 1 404 habitants, en évolution de +7,83 % par rapport à 2016 (Eure : −0,25 %, France hors Mayotte : +2,11 %).
| 1793 | 1800 | 1806 | 1821 | 1831 | 1836 | 1841 | 1846 | 1851 |
| ---- | ---- | ---- | ---- | ---- | ---- | ---- | ---- | ---- |
| 152  | 152  | 177  | 157  | 159  | 189  | 185  | 180  | 167  |

| 1856 | 1861 | 1866 | 1872 | 1876 | 1881 | 1886 | 1891 | 1896 |
| ---- | ---- | ---- | ---- | ---- | ---- | ---- | ---- | ---- |
| 162  | 141  | 153  | 146  | 126  | 115  | 146  | 128  | 137  |

| 1901 | 1906 | 1911 | 1921 | 1926 | 1931 | 1936 | 1946 | 1954 |
| ---- | ---- | ---- | ---- | ---- | ---- | ---- | ---- | ---- |
| 128  | 127  | 144  | 139  | 148  | 124  | 143  | 169  | 158  |

| 1962 | 1968 | 1975 | 1982 | 1990  | 1999  | 2006  | 2007  | 2012  |
| ---- | ---- | ---- | ---- | ----- | ----- | ----- | ----- | ----- |
| 129  | 202  | 465  | 817  | 1 333 | 1 217 | 1 150 | 1 141 | 1 101 |

| 2017  | 2022  | - | - | - | - | - | - | - |
| ----- | ----- | - | - | - | - | - | - | - |
| 1 391 | 1 404 | - | - | - | - | - | - | - |

### Enseignement
Le groupe scolaire accueille les enfants de la maternelle (petite section) au CM2.

## Économie
Revenu par ménage : 21 560 €/an.
La commune compte plus de trente entreprises dans l'industrie, le commerce et l'artisanat.

## Culture locale et patrimoine

### Lieux et monuments
- Château du Bois de la Lune, construit en 1829, de style néoclassique, sur un parc du XVIIIe siècle.
- Chapelle du château du Bois de la Lune, dans le parc du château.
- Tumulus, dans le bois, à proximité du parc du château.
- Ancien cimetière, dans le bourg, le nouveau est situé au hameau des Fayaux.

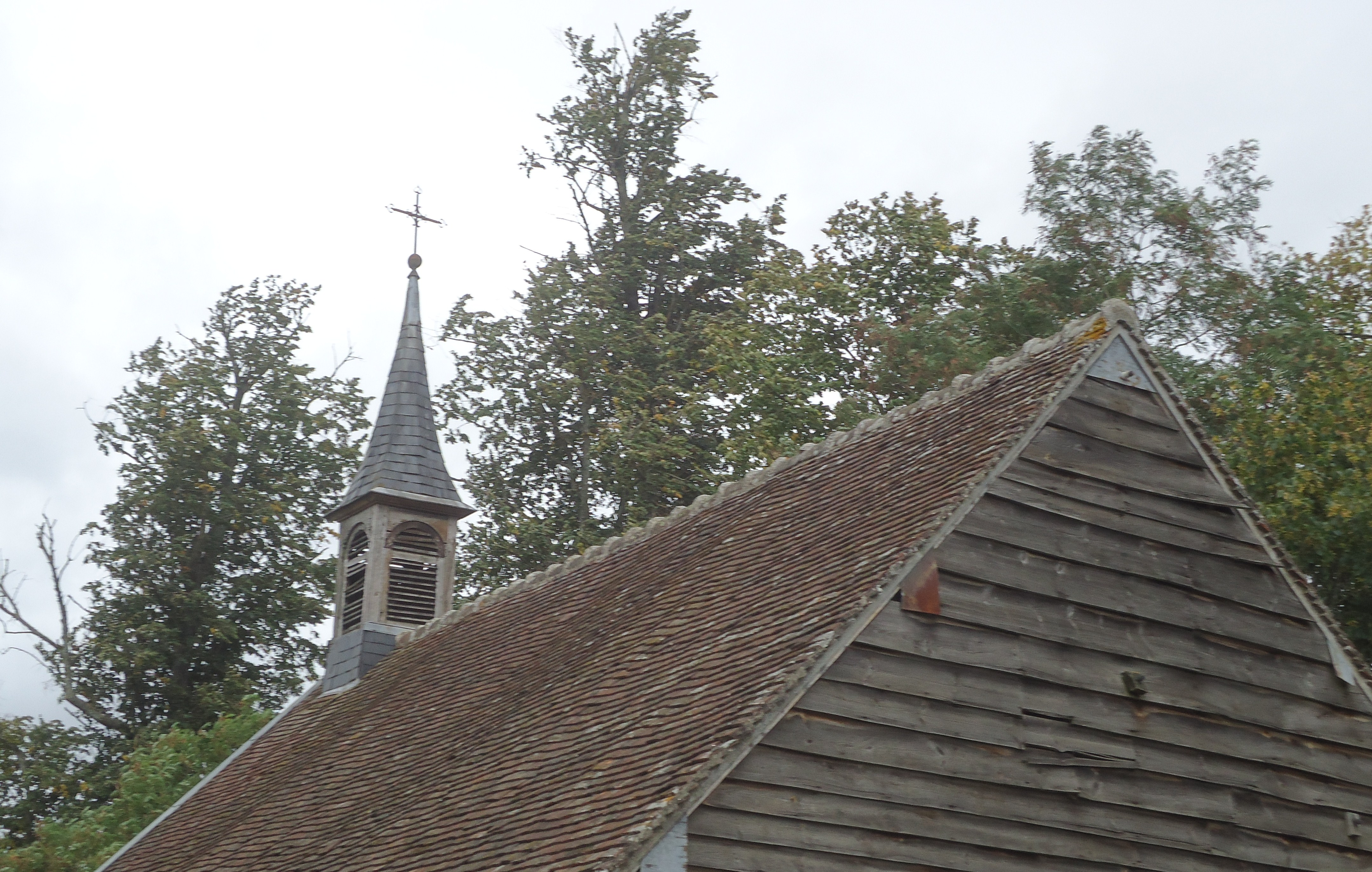
La chapelle du château.
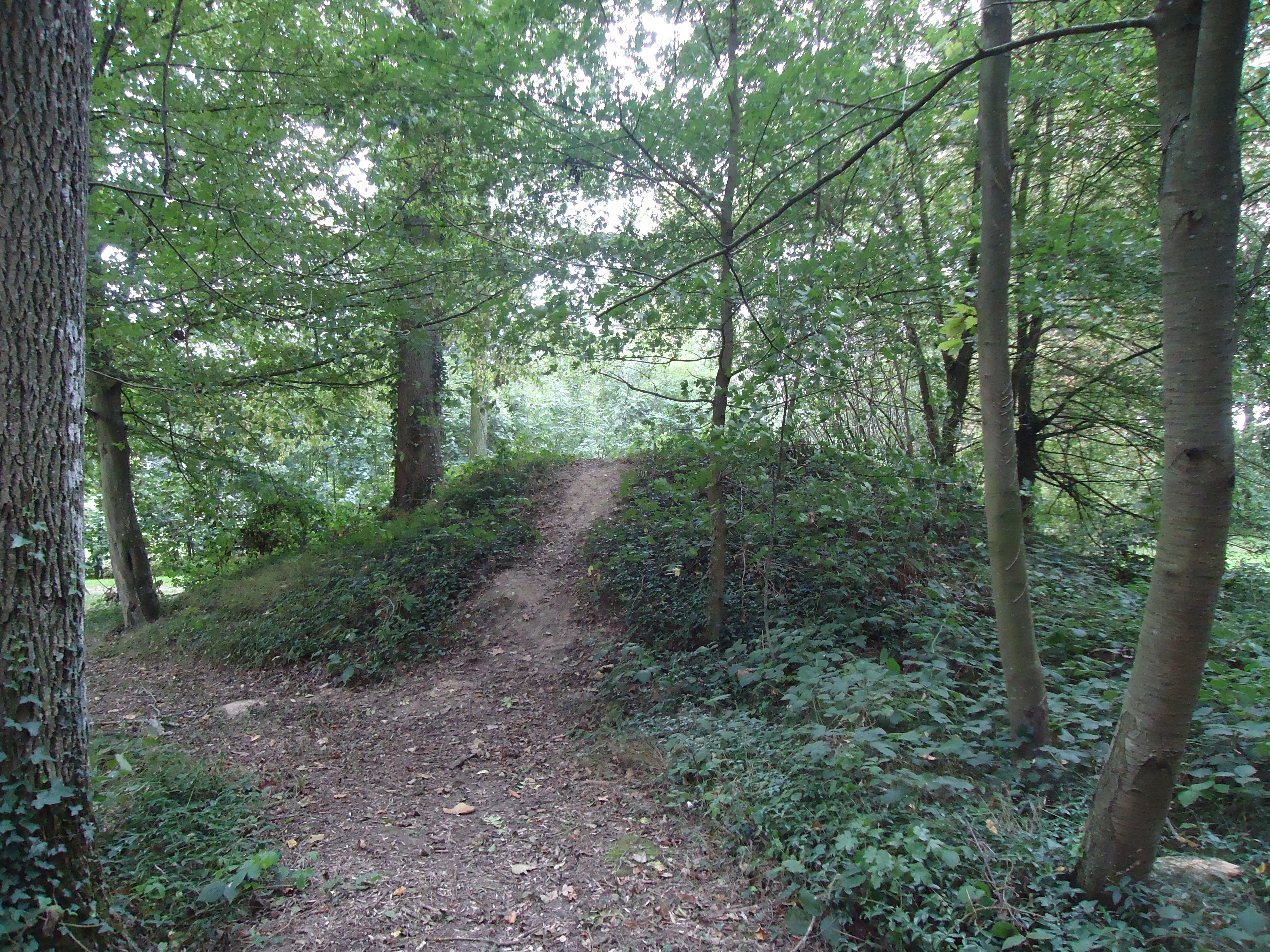
Le tumulus du bois de la Lune.

### Personnalités liées à la commune
- Joseph L'Hopital (1854-1930), journaliste et écrivain ; il a été maire d'Angerville de 1911 à 1930. Son grand-père, Pierre-Nicolas L'Hopital, maire d'Évreux, est celui auquel on doit le château du Bois de la Lune.

### Patrimoine naturel
La forêt d'Évreux (dont une partie se trouve comprise sur le territoire de la commune), est en zone naturelle d'intérêt écologique, faunistique et floristique.